# Olizón
Olizón (en griego, Ολιζών) es el nombre de una antigua ciudad griega de Tesalia, que fue mencionada por Homero en el catálogo de las naves de la Ilíada, donde formaba parte de los territorios que gobernaba Filoctetes.
Es mencionada en el Periplo de Pseudo-Escílax como una ciudad del territorio de Magnesia, junto con Yolco, Espálatro, Metone y Coracas.
En época de Estrabón, formaba parte de los territorios que dependían de Demetríade. El único dato adicional que daba el geógrafo griego acerca de su situación es que estaba en un tramo de la costa donde se hallaban también Taumacia y Melibea. Plutarco lo sitúa enfrente del cabo Artemisio de Eubea.
Se ha sugerido que Olizón podría haber estado ubicada en la península de Trikeri, en una colina llamada Paleokastro donde se han encontrado algunos restos pertenecientes principalmente a los periodos clásico y helenístico.